# Черница (приток Великой)
Черница — река в России, протекает по Псковской области. Устье реки находится в 255 км по правому берегу реки Великой. Истекает из Крушинного озера. Длина реки — 16 км, площадь водосборного бассейна — 311 км².
- В 4,9 км от устья, по левому берегу реки впадает река Чашница.

## Данные водного реестра
По данным государственного водного реестра России относится к Балтийскому бассейновому округу, водохозяйственный участок реки — Великая. Относится к речному бассейну реки Нарва (российская часть бассейна).
Код объекта в государственном водном реестре — 01030000112102000027826.